# Nenatj
Nenatj (vitryska: Ненач, ryska: Nenach’) är ett vattendrag i Belarus.   Det ligger i voblasten Homels voblast, i den centrala delen av landet, 230 km sydost om huvudstaden Minsk.
Runt Nenatj är det i huvudsak tätbebyggt. Runt Nenatj är det ganska tätbefolkat, med 80 invånare per kvadratkilometer.